# Jennifer Uchendu
Jennifer Uchendu   (Umuahia, 10 d'agost de 1992) és una ecofeminista nigeriana i defensora del desenvolupament sostenible. És la fundadora d'una plataforma en línia que fa que la sostenibilitat sigui viable i interessant per als joves nigerians a través d'una empresa social anomenada SustyVibes.

## Advocacia
El 2016, Uchendu va fundar SustyVibes, una empresa social que fa que la sostenibilitat sigui viable i interessant per als joves de Nigèria mitjançant projectes, productes i polítiques. SustyVibes neix de la necessitat de crear una plataforma on els joves nigerians puguin contribuir als Objectius de Desenvolupament Sostenible mitjançant eines de cultura popular com la música, la fotografia, el cinema, el turisme, etc.
SustyVibes és una combinació de «Sustainability» (sostenibilitat) i «Vibes» (vibracions) que pretén fer del desenvolupament sostenible un compromís interessant per als joves des d'una plataforma en línia on tothom pugui aprendre sobre la sostenibilitat a Nigèria.
Des dels inicis, l'organització ha educat més de 2000 estudiants de diferents escoles i compta amb una xarxa de més de 200 voluntaris a tot Nigèria. SustyVibes va organitzar un taller d'un dia sobre «Els joves lideren la sostenibilitat» durant el Dia Internacional de la Joventut a l'Estat de Rivers el 2016.

## Premis i reconeixements
- 2017 - Premi WIMBIZ a la inversió d'impacte 2017, 2a classificada.[13]
- 2017 - Guanyadora de SME100 Africa 2017, en la categoria de sostenibilitat i energia.[14]
- 2018 - Beca Mandela Washington 2018.[15]
- 2023 - Nomenada a la llista de les 100 dones de la BBC.[16]